# مصحف فاطمه
کتاب فاطمه یا مُصحَف فاطمه  شیعه معتقد است که جبرئیل پس از وفات محمد به فاطمه دلداری میداد و گفته های او در این کتاب ثبت شدند. که شامل: اخبار و اطلاعاتی در آیندهٔ جهان تا روز قیامت، سرنوشت فرزندان و ذراری او، نام تمامی فرمانروایان آینده و کارهای آن‌ها و از این قبیل علوم و اخبار می‌باشد، این کتاب از نظر حجم سه برابر قرآن است، ولی چیزی از قرآن یا احکام و حلال و حرام ندارد، بلکه آیندهٔ تاریخ را تا روز رستاخیز ترسیم کرده‌است.
شیعه معتقد است این کتاب توسط امامان شیعه حفظ شده و اکنون در نزد امام دوازدهم مهدی است

## تألیف
در منابع شیعی آمده‌است: پس از درگذشت محمد دخترش فاطمه زهرا به خاطر از دست دادن پدر بسیار ناراحت بود و تحمل دوری پدر برای او بسیار سخت بود.
در روایات معتبر آمده‌است که در فاصله درگذشت محمد تا زمان کشته شدن زهرا فرشته‌ای از طرف خدا او را تسلی می‌داد تا او آرام بگیرد. از این فرشته در برخی روایات به جبرئیل یاد شده‌است، او فاطمه زهرا را از احوال پدرش در عالم برزخ و همچنین از حوادث آینده، مطلع می‌ساخت.
در روایتی از جعفر صادق آمده:
«هنگامی که رسول خدا رحلت کردند، فاطمه زهرا به علت وفات پدر به قدری محزون شد که تنها خداوند از شدت غم و اندوه او باخبر بود. از این رو خداوند فرشته‌ای را فرستاد تا او را تسلی دهد و اندوهش را برطرف سازد. فاطمه زهرا، علی را از این موضوع با خبر ساخت و او همهٔ آن سخنان را نوشت و مُصحَف فاطمه این گونه تدوین شد».

## محتوای کتاب
بر اساس روایات شیعه مُصحَف فاطمه شامل مباحث زیر می‌باشد:
1. خبر حوادث آینده[۹]
2. وصیت فاطمه زهرا[۱۰]
3. نام تمام فرمانروایانی که تا قیام قیامت به حکومت خواهند رسید[۱۱]
4. خبر دادن از فرزندان فاطمه زهرا[۱۲]
5. گزارش احوال محمد و جایگاه او پس از مرگش، به زهرا[۱۲]

## نظر شیعیان
مُصحَف فاطمه به عنوان یکی از نشانه‌های امامت، در میان امامان شیعه دست به دست گشته و شیعیان بر این باور هستند که اکنون در دست مهدی، امام موعود شیعیان است.
در حدیثی طولانی از علی بن موسی الرضا، امام هشتم شیعیان نشانه‌های امام را می‌شمارد و می‌گوید: «یکی از علامت‌های امام این است که مُصحَف فاطمه نزد اوست.»
جعفر صادق نیز می‌گوید: «پیش از این که امام باقر شهید شود مُصحَف فاطمه را به من سپردند.»

## اهل سنت
بسیاری از منتقدان بخصوص اهل سنت باوری بر وجود این کتاب ندارند، منتقدان بر این باورند به دلیل خاتمیت پیامبر اسلام و قطع نزول وحی بعد از مرگ محمد، اعتقاد به وجود همچنین کتابی با آیات قرآن مغایرت دارد.